# Quattro figli unici
Quattro figli unici è un film del 1992 diretto da Fulvio Wetzl.
Il film racconta le vicende di una famiglia anomala, una cosiddetta "famigliastra". 

## Trama
Virginia Benincasa, giornalista in carriera, svampita quanto basta ha una figlia, Micol, 'mediorenne' (12 anni appena compiuti) che passa le giornate intere davanti ad un enorme computer, regalatole dal padre, Ennio, dirigente della Apple. Poi c'è Paolo, adolescente problematico, figlio di Ennio e della prima moglie, 'lasciato in eredità' a Virginia. La casa è frequentata spesso dal fidanzato di Virginia, Giorgio Coletti, un trentenne che lavora nel cinema, con tutte le difficoltà che questo comporta. "Quattro figli unici" appunto, come li definisce Micol sardonicamente, in una delle prime scene.
I quattro vivono trincerati ciascuno nella propria stanza (Giorgio staziona nella 'zona ospiti', il salone), e la comunicazione tra loro è pressoché azzerata. Questo equilibrio precario si rompe quando Virginia una mattina, entrando nella stanza di Paolo, scopre che il figlio non ha dormito a casa. Ne chiede ragione a Micol e la figlia le dice che sono tre giorni che il fratello non torna. Immediatamente Virginia convoca Giorgio ed insieme i due perlustrano i luoghi tipici che frequenta Paolo: la discoteca, la collina del motocross, la sala-giochi. Scoprono così che Paolo ha scambiato con un amico la propria moto da cross con una moto da strada, nell'intento quindi di viaggiare a lungo. Virginia a questo punto convoca il padre di Paolo, Ennio. I due affidano le indagini private all'ispettore Moretti. Giorgio, rimasto da solo a casa, fa una scoperta sconcertante: tutta la casa è disseminata di microfoni, posizionati da Micol, stanza per stanza. La ragazzina registra da tempo tutte le conversazioni della famiglia. Dentro un armadio Giorgio scopre una vera e propria nastroteca. Si mette ad ascoltare i nastri, cominciando da quelli più 'imbarazzanti': quelli che registrano le sue notti d'amore con Virginia. Le scene che Giorgio ascolta sono visualizzate sullo schermo. Micol rientra da scuola e scopre che Giorgio ha violato il suo segreto. Dopo una reazione violenta la bambina decide di collaborare: i nastri possono contenere qualche dialogo che riveli le reali motivazioni della fuga di Paolo. Sistematicamente Giorgio e Micol ascoltano i nastri e sullo schermo si snocciolano una serie di situazioni che spiegano bene le dinamiche interne della 'famigliastra'. Anche Ennio si sente qualche volta, quinto incomodo di un immaginario 'gioco dei quattro cantoni'. Ennio e Virginia intanto, seguendo le indicazioni dell'ispettore non approdano a nulla. Ad un certo punto Moretti li porta in una fabbrica abbandonata dove c'è il cadavere nudo di un adolescente coetaneo di Paolo. Finalmente Micol scopre che il fratello ha lasciato registrato sul suo computer un gioco, risolto il quale si scoprirà il luogo dell'appuntamento con Paolo. 
Il ragazzo è in Veneto. Virginia, Micol e Giorgio raggiungono il Nord in macchina. Paolo li aspetta nel salone centrale di una villa palladiana a Lonigo, ma quando il terzetto arriva, trova, oltre a Paolo, il padre Ennio, giunto, seguendo altri percorsi e intuizioni, prima di loro.

## Riconoscimenti
- Segnalazione alla sceneggiatura, con il titolo "Quattro cantoni" 1989 al Premio Solinas[1]
- Prix Spécial du Jury 1992 ad Annecy cinéma italien
- Prix du public 1992 ad Annecy cinéma italien
- In Concorso al Festival di Venezia 1992 - Sezione Panorama
- Nastri d'argento 1993, candidatura a Ivano Marescotti come migliore attore non protagonista